# Achintya
Der Sanskritbegriff achintya (अचिन्त्य - acintya) kann mit unbegreiflich übersetzt werden und beschreibt eine der Wesensmerkmale Gottes.

## Etymologie

Das Hubble Extreme Deep Field

Achintya ist die Verneinung des Sanskrit-Substantivs chintya (चिन्त्य), ausgedrückt durch die Vorsilbe a- (अ), un-, nicht. Chintya ist seinerseits von der Wurzel chit (चित् – cit) mit der Bedeutung Bewusstsein abgeleitet.

## Beschreibung
Achintya bezieht sich auf das, was sich jenseits der materiellen Sinnenwelt verborgen hält, auf das, was unsere Argumente, unsere Logik und unsere philosophische Spekulation übersteigt, eben das, was unbegreiflich ist.

### Achintya in der Bhagavad Gita
Im Vers 9 des achten Kapitels der Bhagavad Gita wird Gott neben seiner Funktion als Erhalter der gesamten Schöpfung (Vishnu) als achintya rupam – als von unbegreiflicher Gestalt – beschrieben:

„kavim purāņam anuśāsitāram aņor aņīyāṁsam anusmared yaḥ
sarvasya dhātāram acintya-rūpam āditya-varņaṁ tamasaḥ parastāt“

„Die Höchste Person ist derjenige, der alles weiß, da er der Älteste ist, Meister und Beherrscher von allem, der kleiner als das kleinste Atom ist, jenseits aller materiellen Vorstellungen und von völlig unbegreiflicher Gestalt. Er ist leuchtend wie die Sonne und Er ist transzendental, jenseits der dunklen materiellen Natur“

Das Wort achintya ist in diesem Zusammenhang sehr bedeutsam, da sich Gottes unvorstellbare Energie jenseits unseres Vorstellungsvermögens befindet, weit jenseits der Dimensionen, in denen wir denken. Gott durchdringt die gesamte von ihm geschaffene materielle Welt, befindet sich aber dennoch jenseits von ihr.

### Achintya bheda abheda tattva
Dieser Gedanke der gleichzeitigen Abgetrenntheit des Schöpfers von seiner eigenen Schöpfung bildet den zentralen Ausgangspunkt der Philosophie des Achintya Bheda Abheda, die von Caitanya Mahaprabhu (1486 bis 1533/1534) gelehrt wurde.

## Kosmologischer Ausblick
Die neueren Aufnahmen des Hubble-Weltraumteleskops zeigen eine enorme Anzahl alter Galaxien, deren Anzahl und Größe sämtliche bisherigen astronomischen Vorhersagen bei weitem übertrifft. Dies wirft folglich ein Licht des Zweifels auf die Richtigkeit bestehender kosmogenetischer Modelle.
Es stellt sich deshalb zwangsläufig die Frage, wie wir je begreifen wollen, was jenseits dieser materiellen Welt liegt, wenn wir nicht einmal unser eigenes materielles Universum, das im Vergleich zur spirituellen Welt unbedeutend ist, richtig verstehen ? Achintya.